# Ryan Davis (Musiker)

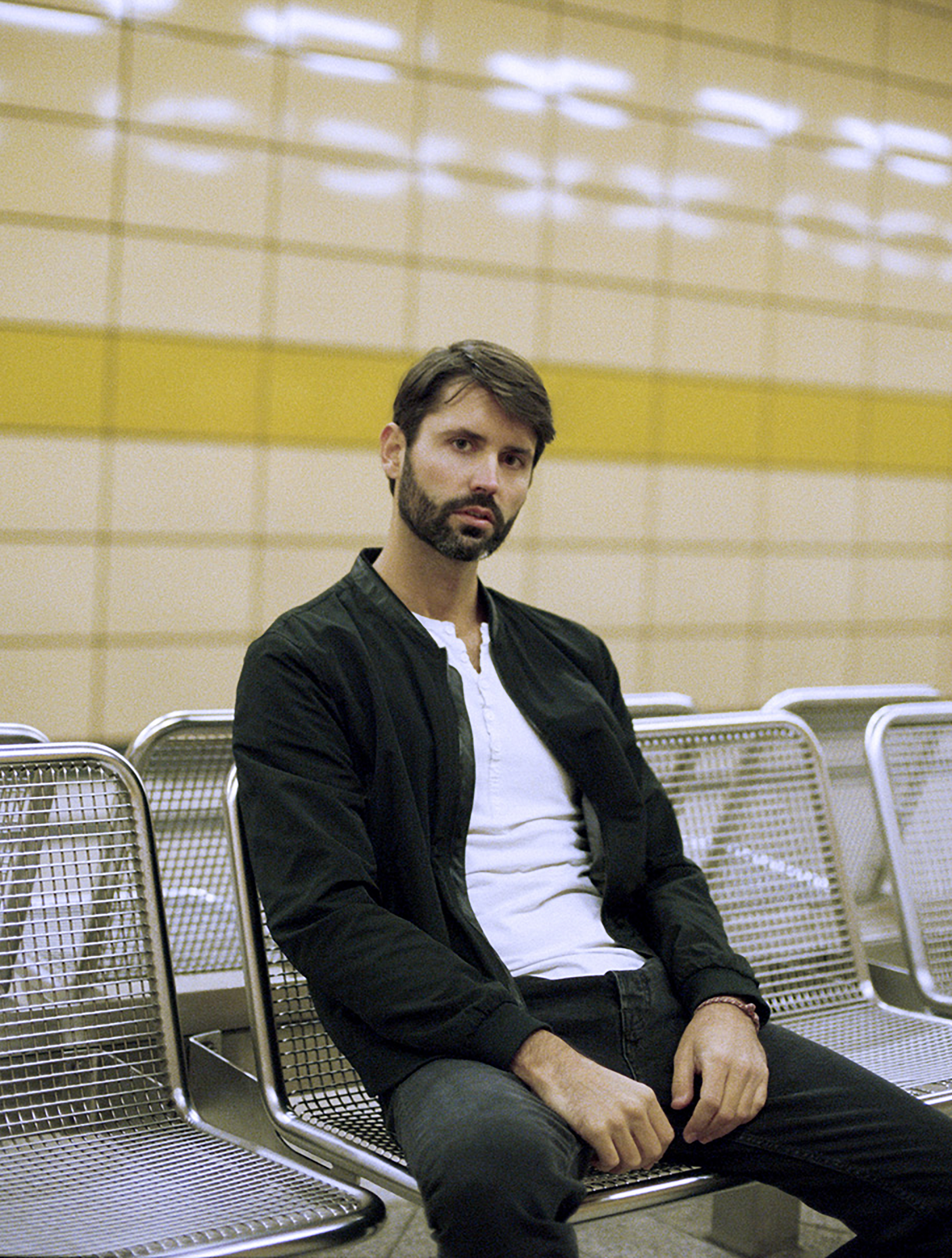
Ryan Davis (2016)

Ryan Davis (* 30. Januar 1983 in Magdeburg, bürgerlich Sebastian Waack) ist ein in Berlin lebender deutscher Musikproduzent, Liveact, DJ und Grafiker.

## Leben
Aufgewachsen im Sachsen-Anhalt der 90er Jahre kam Davis in intensiven Kontakt mit der Hip-Hop und Techno Szene, welche das deutsche Musikbild zu dieser Zeit stark prägten. Inmitten dieser Bewegungen stand der DJ als Leitfigur für die musikalische Entwicklung, was Davis Anfang 2000 in Kontakt mit der Profession des DJing brachte und ihn zu ersten elektronischen Musikproduktionen inspirierte. Dank seiner Ausbildung für das klassische Gitarrenspiel hatte Davis bereits Vorwissen für melodische Kompositionen und konnte dies in seine Produktionen einfließen lassen.

## Karriere
Die Betonung auf der Melodie ist bis heute ein Markenzeichen, welches sich durch Davis Produktionen zieht. 2012 veröffentlichte er nach zahlreichen Singles und EPs sein erstes Album ‘Particles of Bliss‘ auf dem Record Label Traumschallplatten. Stetig wachsender Support namhafter DJs und Produzenten der elektronischen Szene wie zum Beispiel Aphex Twin auf dem Day & Night Festival 2017, Kiasmos, Dominik Eulberg oder Apparat, aber auch von Bands wie Depeche Mode – die seine Musik im Vorprogramm ihrer ‘Sound of the Universe‘ Tour spielten – unterstreichen Davis’ Standing und Bandbreite in der musikalischen Landschaft. Seit etwa 8 Jahren tourt er weltweit. Davis selbst sieht sich als Nomade, den es immer zu Labels zieht, welche offen für seine musikalischen Visionen sind. Veröffentlichungen auf avantgardistischen Labels wie Erased Tapes oder Platzierungen seiner Musik von Hugo Boss auf der New York Fashion Week 2019, sowie in amerikanischen Serien wie How to get away with murder, zeigen die kontinuierliche Entwicklung und Erweiterung von Davis’ Spektrum.
Neben seiner künstlerischen Tätigkeit betreibt Davis die beiden Label Klangwelt Records (seit 2008) & Back Home (seit 2009).

## Diskografie (Auswahl)

### Alben
- 2012: Particles of Bliss (Traumschallplatten)

### Singles & EPs
- 2019: Ryan Davis & Alex Banks - Sum Ep (Just This)
- 2019: Aeons /Revisited (Mango Alley)
- 2018: Home EP (Anjunadeep)
- 2018: Obsidian (Anjunadeep)
- 2018: Alow (Anjunadeep)
- 2018: Ryan Davis & Matthias Meyer - Love Letters From Sicily (Watergate)
- 2017: Jima (Parquet)
- 2017: Aeons (Mango Alley)
- 2017: Ryan Davis & Microtrauma – Traces (Soulful Techno)
- 2016: Ryan Davis & Microtrauma – Recurrence (Bedrock)
- 2016: From Within EP (Anjunadeep)
- 2015: Ryan Davis & Microtrauma – Synthesis EP (Traumschallplatten)
- 2015: Ryan Davis feat. LMNSKT – Kope/Hadron EP (Klangwelt)
- 2013: State Of Mind EP (Traumschallplatten)
- 2013: Ryan Davis & Applescal – Creatures EP (Atomnation & Back Home)
- 2013: Ryan Davis & Electric Resque – A Walk EP (Traumschallplatten)
- 2013: Ryan Davis & Bastard Beat – Coincide EP (Back Home)
- 2013: Ryan Davis & Pan/Tone – Two Armed Bandits EP (Areal)
- 2012: Ryan Davis & Undo – Destino EP (Factor City)
- 2012: Satellite (Bedrock)
- 2012: Windmills EP (Areal)
- 2011: Light & Shadow EP (Traumschallplatten)
- 2011: My White Zebra EP (Wunderbar)
- 2011: Routes of Life EP (Traumschallplatten)
- 2010: Asteroids EP (Nature Sonoris)
- 2010: The Wolve EP (IRM)
- 2010: Fawna EP (Proton)
- 2010: Cocoon EP
- 2010: In The Mirrors (Klangwelt)
- 2010: The Modern Parables EP (Manual)
- 2009: Perlentaucher EP (IRM)
- 2009: Orchidee (Manual)
- 2009: Changing Skies EP (Absolutive)
- 2009: Pocket Universe EP (Factor City)
- 2009: Zodiac (Archipel)
- 2009: Solid City
- 2009: Posters & Cakes EP (Back Home)
- 2008: Zyrial Soundfood EP (Manual)
- 2008: Clouds Passing By EP (Proton)
- 2008: Wide Open Space (Klanggymnastik)
- 2007: Neotron EP (Piemont)
- 2007: Higher (Klanggymnastik)
- 2007: Seabreeze (Klanggymnastik)
- 2006: Transformer EP (Klanggymnastik)

### Remixes
- 2019: Janus Rasmussen - 14 (Ryan Davis Rethink) / Ki Records
- 2019: Robot Koch - Crystal Grid (Ryan Davis Reverie Edit) / Trees & Cyborgs
- 2019: Lane 8 - Feld (Ryan Davis Remix) / Anjunadeep
- 2018: Re:Deep - Fragile (Ryan Davis Reconstruct) /Vordergrundmusik
- 2018: Lycoriscoris - Stella (Ryan Davis Rethink) / Anjunadeep
- 2017: Steve Gibbs – Adrift (Ryan Davis Remix) / Injazero
- 2017: Kyson – You (Ryan Davis Revision) / Anjunadeep
- 2017: Ryan Davis & Microtrauma – Calendula (Ryan Davis Redesign) / Traumschallplatten
- 2017: Aparde – Elias (Ryan Davis Re:Imagination) / Lenient Tales
- 2017: Olafur Arnalds & Nils Frahm – 00:26 (Ryan Davis Rethink) / Erased Tapes
- 2016: Two People – If We Have Time (Ryan Davis Timeless Edit) / Liberation Music
- 2016: Revell – Absurdum (Ryan Davis Subconscious Mind Rework) / Clouds Above
- 2016: Josia Loos & Hey Joe – Scherbenwelt (Ryan Davis Remix) / Blu Fin
- 2015: Problem Makers – Lacerta (Ryan Davis Remix) / No Style Is Style
- 2015: Oovation – Devotion (Ryan Davis Re-Visit) / Univack
- 2015: Olaf Stuut – Summate (Ryan Davis Rethink) / Morgen.am
- 2015: Boss Axis – Even Temper (Ryan Davis Rework) / Parquet
- 2014: Olafur Arnalds – Only The Winds (Ryan Davis’ A Letter From Far Away Variation) / Anjunadeep
- 2014: Bob Barker – Rondel (Ryan Davis Pandora Reshape) /Catch
- 2014: Luis Junior – Alibi (Ryan Davis Remix) / Mooseekaa
- 2014: Darin Epsilon – Shine The Light (Ryan Davis Reconstruct) / Hope
- 2013: Andrew Bayer – Gaffs Eulogy (Ryan Davis Interpretation) / Anjunadeep
- 2013: Electric Rescue – The Rave Child (Ryan Davis Cinematic Rebuild) / Bedrock
- 2012: Micromattic – Uncanny (Ryan Davis Remix) / Absolutive
- 2011: Dominik Eulberg – Täuschungsblume (Ryan Davis Narciss Render) /Traumschallplatten
- 2011: Sasha – Cut Me Down (Ryan Davis Twin Break Edit) / Last Night On Earth
- 2011: Fyed Roton – Araana (Ryan Davis Rough Cut) / Electrogravity
- 2011: Russian Linesman – I´am Narcissist (Ryan Davis Leaves Of Autumn Remix) / Elefant
- 2011: Pan/Tone – Rescue Me (Ryan Davis Rough Cut) / Areal
- 2011: Dibby Dougherty & David Young – Tiger Forest (Ryan Davis Rework) / Bedrock
- 2011: Pig & Dan – Tears Of A Clown (Ryan Davis Interpretation) / Techno Therapy
- 2011: Microtrauma – Saturation (Ryan Davis Remix) / Traumschallplatten
- 2011: Espen & Elusive – Albatross Confessions (Ryan Davis Rework) / Mango Alley
- 2011: Pole Folder – Indigo (Ryan Davis Remix) / Reworck
- 2011: Mango & Kazusa – Asphalt Lines (Ryan Davis Interpretation)
- 2011: Espen & Elusive – Albatross Confessions (Ryan Davis Rework) / Mango Alley
- 2010: Max Cooper – Enveloped (Ryan Davis Reconstruct Remix) / Traumschallplatten
- 2010: Andre Sobota – Red Dust (Ryan Davis Sub Dub Remix) / Proton
- 2010: Sinner Dc – Digital Dust (Ryan Davis Epic Mix) / Ai
- 2009: Groj – Edlothia (Ryan Davis Mix) / Klangwelt
- 2009: Damabiah – Sur Les Genoux D L´Automne (Ryan Davis Remix) / Natura Sonoris
- 2009: Electric Rescue – Vetetroi (Ryan Davis From Far Away Re-Edit) / Back Home
- 2009: Spada – Nuvolette (Alt Fenster & Ryan Davis Waves Of Fate Edit) / Back Home
- 2008: Moonbeam – Nature (Ryan Davis Firefly Aerobics/ Glowfly Lapdance) / Proton
- 2008: Spada – Irreversible (Ryan Davis Entdeckungen Fernab Vom Weg Tool) / Back Home